# وولا پاتولیدو
وولا پاتولیدو (یونانی: Παρασκευή "Βούλα" Πατουλίδου؛ زادهٔ ۲۹ مارس ۱۹۶۵) دونده زن اهل یونان بود.
از افتخارات وی میتوان به کسب مدال طلا دو ۱۰۰ متر با مانع در بازی‌های المپیک تابستانی ۱۹۹۲ اشاره کرد.